# スリランカ交通局
スリランカ交通局（スリランカこうつうきょく、シンハラ語: ශ්‍රී ලංකා ගමනාගමන මණ්ඩලය, 英: Sri Lanka Transport Board）は、スリランカのバス事業者。旧称はセイロン交通局（Ceylon Transport Board）。2022年時点において、バス6,914台（5,517台が稼働）と26,241人の従業員を有する。

## 沿革
スリランカで初めてバス事業が開始されたのは1907年であるが、当初は個人事業主が運航を行っていた。当時は規制も定まっていなかったために各々のバスが独自ルートを走行し、交通渋滞を引き起こした。そして1930年代半ばには、各社の利益追求のために安全や快適さが失われるようになった。そのため、1940年ごろに宗主国のイギリスによりバス運行を担う企業が設立され、これが同国における公共交通規制の始まりとなった。
その後、1948年、1954年、1956年と3度にわたり国内のバス事業に関する調査が行われ、そのいずれもがバス事業者の国営化を勧めた。
そして1958年1月1日、同国における国営バス事業者セイロン交通局（CTB）が設立された。設立時の1番車にはドイツのメルセデス・ベンツ社から輸入した高級仕様車が用いられ、首相と交通大臣のマイトリーパーラ・セーナーナーヤカが乗車した。
ピーク時にはバス7千台、従業員5万人を有する世界最大のバス事業者であった。その後1979年に民営化され、衰退を始めた。全国を事業区域とする国営企業時代は数多くの長距離路線や地方路線を運行していた。
民営化当初は複数の地域に分けて分社化されたが、2005年にスリランカ交通局として再統合された。この再統合の際には超党派での議会の支援がなされた。

## 運行形態

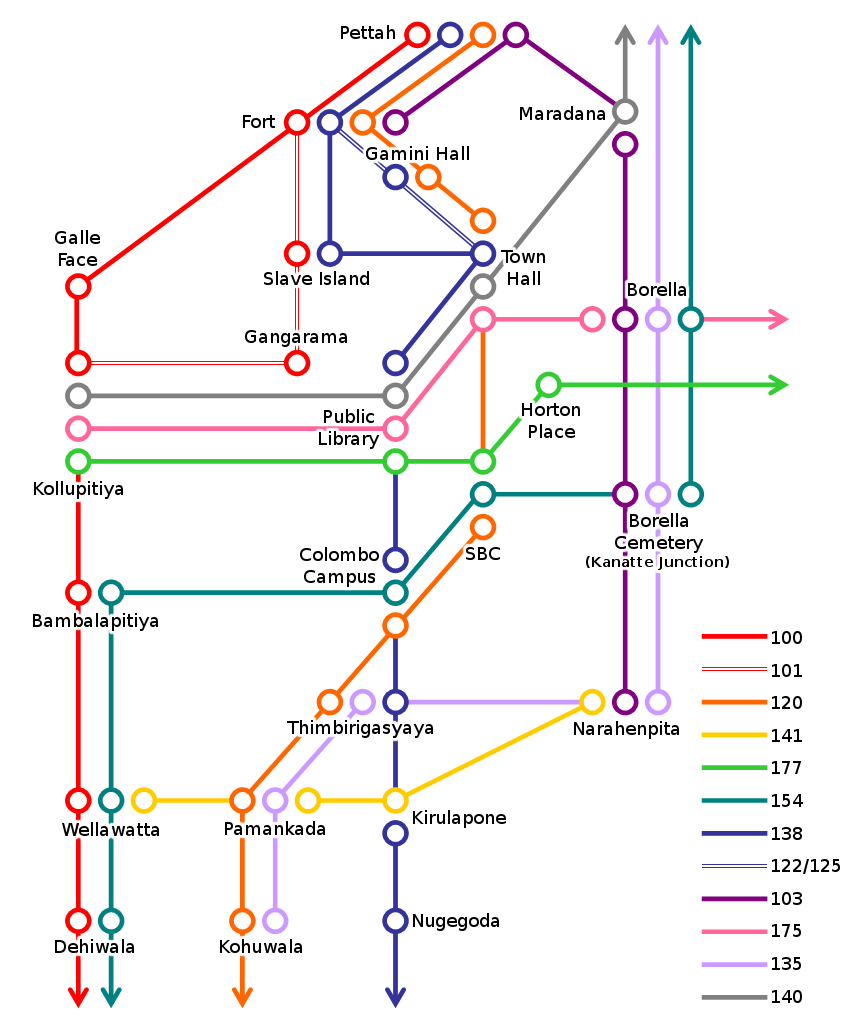
コロンボ市内のバス路線図

都市路線と地方路線をそれぞれ運行しており、特に地方では民間業者が参入したがらない非採算路線を抱えている。

### 都市路線
最大都市コロンボ市内の公共交通は主にバスが担っており、SLTBも運行を行っている。コロンボではペター地区にバスセンターがあり、市内バス交通の中枢となっている。
コロンボの道路交通は中心部と郊外を結ぶ放射路線と郊外同士をつなぐ環状路線で構成されている。多くのバス路線は放射道路に沿って運行され、またバス専用レーンなども整備されていないため、ピーク時には交通渋滞の原因の1つとなっている。これらの問題を解決するためバス高速輸送システム（BRT）の導入が提案され、日本の国際協力機構（JICA）も関与したが、現実にはまだ導入に至っていない。

### 都市間路線

#### 州間路線
州間路線はコロンボ方面に集中しており、キャンディやクルネーガラなどの地方都市がそれに続き、その後にパナドゥラ、カタラガマ、マハラガマなどが続く。
州間路線の多くは1つの都市から別の都市・地方に向かう路線が多く、そのほとんどが100kmを超える長距離バスである。一方で、郊外や地方発着の短距離便も存在する。最長路線は北部州の州都ジャフナから南部のカタラガマまで向かう路線である。また、カタラガマバス停は、スリランカ国内すべての州からバス路線が発着する唯一のバス停である。

#### 州内路線
西部州内の路線の多くはコロンボ発着になっており、コロンボ県内の都市路線やカルタラやガンパハを結ぶ中距離都市間路線もここに含まれる。州内路線で運行距離が最も長いのは東部州と北部州である。

### 高速バス
SLTBでは数多くの都市間輸送バスを運行している。2012年1月時点では、南部高速道路を走る高速バスを運行する国内唯一の事業者であった。高速バスにはアショック・レイランド製の新型バスが充当され、ゴール - マハラガマを2時間おきに運行した。
2013年にはコロンボ - カトゥナーヤカ高速道路を利用してニゴンボ、カトゥナーヤカ、プッタラムなどとコロンボ結ぶバス路線を開設した。また、コロンボ - ニゴンボ線はバンダラナイケ国際空港への空港バスという側面もあり、2022年時点で1日20本を運行する最頻路線となっている。

#### 主な路線
所管する交通・高速道路省のウェブサイトによると、運行路線は以下の通り。
南部高速道路
- マハラガマ - ゴール線
- マハラガマ - マータラ線
- カドゥウェラ - ゴール線
- カドゥウェラ - マータラ線
- カダワッタ（英語版） - ゴール線
- カダワッタ - マータラ線
- ゴール - コロンボ（ペター）線
- マータラ - コロンボ（ペター）線

コロンボ - カトゥナーヤカ高速道路
- コロンボ - カトゥナーヤカ線
- コロンボ - ニゴンボ線

## 車両
車両はアショック・レイランドのほかに、デニス、ボルボ、宇通客車、タタ、三菱、いすゞなどのメーカーの車両を使用している。2011年には運行車両を拡充しており、新車をボルボに発注した。新車は低床式のエアコン車であり、2011年7月にはコロンボで試験運行が始まり、乗客からの声を集めた。

### カラーリング
ほとんどの車両は視認性の高い赤のカラーリングを採用している。

#### 過去色
CTB時代のバスは赤と青のツートンカラーを採用していた。当時は赤いロンドンバスの中古車を半分だけ青に塗りなおすことでコストを削減していていた。また、アルミニウム製のバスが普通になった際にはそのほとんどを塗装なしとし、前面を赤、後面を青で塗装することでコストを削減した。

#### ロゴ
CEB時代は青地の楕円形にCTBの文字と、セイロン交通局の文字をシンハラ語とタミル語で表記していた。また1970年からは楕円の中心にライオンの紋章が追加された。
現在のロゴは1970年代のものと類似しており、SLTBとラテン文字で表記されている。

## 競合
SLTBは他の民間バス事業者に加え、スリランカ国鉄とも競合関係にある。
スリランカ交通局のバスは鉄道などの他の交通手段との調整がなされておらず、顧客の奪い合いが発生している。また、他国ではよく見られる鉄道とバスの乗り継ぎ乗車券なども用意されていない。また鉄道の時刻表に合わせたバス路線なども整備されておらず、それぞれが独自に運行しているため、効率性が低くなってしまっている。